# Sonic the Hedgehog
Sonic the Hedgehog (яп. ソニック・ザ・ヘッジホッグ Соникку дза Хэддзихоггу) — серия видеоигр, созданная японской студией Sonic Team, а также торговая марка, основанная на этой серии и принадлежащая японской компании Sega. Основной составляющей торговой марки являются игры в жанре платформера, но, кроме этого, бренд Sonic the Hedgehog включает аниме, журналы и другие сопутствующие товары. Первая часть серии была создана командой из семи человек, которые позже стали сотрудниками подразделения Sega Sonic Team. Изданный в 1991 году продукт оказался весьма успешным и привёл к появлению множества продолжений. Помимо платформеров, которые составляют основной костяк серии, Sega впоследствии стала выпускать гонки, головоломки, файтинги, спортивные симуляторы и даже ролевые игры.
Действия игр серии происходят в мире, где проживают ёж по имени Соник и его друзья (например, лис Тейлз и ехидна Наклз). В большинстве частей франшизы персонажу требуется пройти несколько уровней, по пути уничтожая врагов и собирая золотые кольца. Сюжет, как правило, повествует о приключениях Соника, который, вместе со своей командой друзей, спасает планету от захвата и порабощения доктором Эггманом. За редким исключением, история всех частей абсолютно линейна: действия игрока никак не могут повлиять на его развитие.
Серия является главным источником доходов для компании Sega. На 2018 год по всему миру было продано более 800 миллионов копий игр (с учётом числа загрузок мобильных игр), что ставит Sonic the Hedgehog в десятку самых продаваемых игровых серий за всю историю игровой индустрии. В 2011 году на церемонии Golden Joystick Award сериал получил награду за «Выдающийся вклад», одновременно с этим став первым обладателем данной премии, а представители Книги рекордов Гиннесса зафиксировали несколько мировых достижений. Франшиза славится, в первую очередь, персонажем ежом Соником и скоростным игровым процессом.
23 июня 2021 года на официальном YouTube-канале «Sonic the Hedgehog» было опубликовано видео с концертом в честь 30-летнего юбилея франшизы.

## Состав
Первая часть серии была выпущена летом 1991 года. В дальнейшем компания Sega начала создавать продолжения приключений ежа Соника, игровые процессы которых тесно переплетаются между собой и входят в основную линейку серии. Со временем издатель стал выпускать ответвления с участием героев франшизы. Основная часть игр создаётся в Японии, а потом локализуется для рынков Северной Америки, Европы и Австралии; существуют версии как для консолей, так и для персональных компьютеров, с развитием сотовой связи всё чаще разрабатываются версии для мобильных телефонов и смартфонов. Старые игры регулярно переиздаются для платформ новых поколений, часто с улучшенной графикой и дополнительным содержанием.

### Игры

Босс на уровне «Green Hill» в Sonic the Hedgehog. Именно в этой игре состоялся дебют ежа Соника и доктора Эггмана

Как было упомянуто ранее, выход Sonic the Hedgehog состоялся летом 1991 года. В этой игре началось противостояние ежа Соника и его главного врага — доктора Эггмана; она также стала первой игрой в основной консольной линейке серии. Первоначально ёж в одиночку сражается против злодея и его боевых роботов, но затем, в игре Sonic the Hedgehog 2, к главному герою присоединяется лис Тейлз. В Sonic CD главный герой знакомится с ежихой Эми Роуз, а в Sonic 3 и Sonic & Knuckles встречает неприятеля в лице ехидны Наклза. Все данные игры выполнены в двухмерной графике, они были разработаны для приставки четвёртого поколения Mega Drive/Genesis с 1991 по 1994 годы (кроме Sonic CD, которая была создана для платформы Sega Mega-CD) и позже переизданы для других платформ. Позднее разработчики решили «вернуться к истокам» и выпустили в начале 2010-х годов два эпизода Sonic the Hedgehog 4: Episode I и Episode II. Оба платформера по дизайну напоминают старые игры, выходившие на консоли Sega в начале 1990-х, и повествуют о событиях, произошедших после истории Sonic CD.
После выхода Sonic & Knuckles разработчики решили создать игру с Соником с использованием трёхмерной графики. Свои замыслы студия реализовала в платформере Sonic Adventure, который вышел в конце 1998 года на консоли Dreamcast. Несмотря на то, что игра использует новые графические технологии, геймплей был заимствован из первых частей серии. По сюжету Соник и его друзья вступают в борьбу с монстром Хаосом, который был выпущен доктором Эггманом из Мастера Изумруда. Злой учёный хочет подчинить себе это создание и использовать его разрушительную силу, чтобы собрать все Изумруды Хаоса и захватить Вокзальную площадь (англ. Station Square). Игра получила положительные отзывы от критиков и стала самой продаваемой игрой для Dreamcast, а Sonic Team, в свою очередь, выпустила в 2001 году продолжение Sonic Adventure 2. Данная игра стала последней частью франшизы, изданной для консоли от Sega. По сюжету доктор Эггман планирует уничтожить похожую на Землю планету с помощью колонии АРК. Приступив к начальной реализации, учёный впоследствии отказывается от данных замыслов и заключает союз с Соником с целью спасти мир от надвигающейся катастрофы.
С 2001 года Sega стала выпускать игры про Соника на платформах других компаний (в первую очередь, от Microsoft, Sony и Nintendo). Первым таким продуктом стал Sonic Heroes, изданный в конце 2003 года. По сюжету доктор вновь планирует захватить мир, и Соник, объединившись с Тейлзом и Наклзом, быстро разбирается со злодеем. В данной игре игроку даётся возможность управлять одной из четырёх команд, каждая из которых состоит из трёх персонажей. Непосредственно игрок управляет одним из них, но по мере необходимости он может выбрать другого героя; контроль над двумя другими членами группы берёт на себя компьютер. Несмотря на то, что изменения в игровом процессе приветствовали пресса и интернет-издания, Sonic Team в своих работах больше не использовала управление одновременно тремя персонажами. Следующая игра основной линейки серии — Sonic the Hedgehog 2006 года — использует классический геймплей, где игрок на каждом уровне управляет одним персонажем. В данном платформере Соник спасает принцессу города Солеанны от доктора Эггмана, который хочет захватить весь мир. После выхода Sonic the Hedgehog 2006 года получила от критиков репутацию одной из худших игр всех времён из-за многочисленных графических недоработок и невнятного управления.
Тем не менее, спустя два года после выхода Sonic the Hedgehog, Sonic Team и Sega выпустили очередную игру под названием Sonic Unleashed. Главный герой принимает участие в восстановлении планеты, разрушенной монстром Дарк Гайя. Хотя игра и получила противоречивые отзывы от критиков, оценки платформера всё равно были выше по сравнению с предшествующей игрой, а обновлённый геймплей использовался в последующих играх серии. Sonic Colors вышла в 2010 году, и в ней описываются события спасения Соником маленьких существ виспов в построенном Эггманом космическом парке развлечений. Годом позже состоялся выход Sonic Generations. Данная игра посвящена 20-летию серии Sonic the Hedgehog, и в ходе разработки было решено совместить различные эпохи игр о еже Сонике. По сюжету Соник встречается с «классической» версией самого себя, чтобы бороться с доктором Эггманом и новым врагом Пожирателем Времени. После выхода Sonic Generations, в 2013 году состоялся релиз Sonic Lost World. Действие игры разворачивается на планете Лост Хекс, где ёж сталкивается с группой существ под названием Смертельная Шестёрка, которая хочет высосать всю энергию своей планеты и с её помощью установить власть над миром. Главный герой собирается предотвратить негативные события, и помогают в этом его лучший друг лис Тейлз и главный враг доктор Эггман. Следующие игры про Соника — Sonic Mania и Sonic Forces — были изданы в 2017 году. Первый платформер был создан группой поклонников синего ежа во главе с Кристианом Уайтхедом. В этой части описываются события, в которых Соник собирается предотвратить коварные планы Эггмана по использованию Рубина Иллюзий, дающего контроль над временем и пространством. Вторая игра была создана Sonic Team, и в ней действия разворачиваются в мире Соника, порабощённом доктором. Сам же ёж после очередной битвы пропал. Данный факт шокировал друзей Соника, но не сломил их дух: они всё равно решили сражаться, сформировав сопротивление во главе с ехидной Наклзом. Освободив синего ежа, команда продолжила освобождение планеты от власти Эггмана.  В 2019 году Sega выпустила гоночную игру Team Sonic Racing. В мае 2021 года Sega анонсировала несколько проектов, посвященных 30-летию серии Sonic the Hedgehog, включая ремастер Sonic Colors, сборник классических игр Sonic Origins и игру Sonic Frontiers. Sonic Frontiers стала первой игрой серии с полностью открытым миром. В 2023 году вышла бесплатная визуальная новелла The Murder of Sonic the Hedgehog, эксклюзивный 3D-платформер для Apple Arcade Sonic Dream Team и 2,5D игру, с боковой прокруткой и классическим дизайном Соника Sonic Superstars. 25 декабря 2024 года вышел ремастер игры Sonic Generations с дополнением Shadow Generations.
Кроме основной консольной линейки Sonic the Hedgehog, существует также основная серия, издающаяся для портативных консолей. Она появилась в 1991 году с выходом Sonic the Hedgehog для карманной приставки Game Gear, и геймплей этих игр практически ничем не отличается от игр на стационарных консолях. Помимо этого, в серию также входят спин-оффы, созданные в жанрах гонки, файтинга, ролевой игры и других. В отличие от основной линейки, ответвления не имеют определённой привязки к виду консоли: в данную категорию входят игры как для стационарных консолей, так и для портативных устройств. В Sonic the Hedgehog входят отдельные серии игр Sonic Storybook, действие которых происходит в вымышленном мире сказок «Тысяча и одна ночь» и легенд о короле Артуре, и Sonic Boom, где геймплей сосредоточен на боях и исследованиях.

## Другие медиа

### Мультфильмы
По мотивам игр выпускалась различная медиа-продукция: мультфильмы, комиксы и полнометражное кино. Сюжет данных продуктов идентичен истории игр: в них идёт повествование о противостоянии синего ежа и доктора Эггмана. Медиа-продукция создавалась как в Японии, так и в Европе и США. С 1993 и по 1999 годы американская компания DiC выпустила три мультсериала с участием Соника: Adventures of Sonic the Hedgehog, Sonic the Hedgehog и Sonic Underground. Действие этих мультфильмов происходит на планете Мобиус, где проживают Соник и его друзья, а в последнем — ещё и сестра Соня и брат Мэник. В 2014 году франко-американская студия OuiDo! Entertainment выпустила мультсериал «Соник Бум», события которого разворачиваются в альтернативном мире, отличном от вселенной видеоигр.
Японскими студиями было также создано несколько мультипликационных проектов с участием синего ежа. В 1996 году состоялась премьера полнометражного аниме Sonic the Hedgehog: The Movie, где Соник спасает от доктора Эггмана Планету Свободы. Далее, с 2003 по 2004 годы, компания TMS Entertainment создала 78 эпизодов аниме-сериала «Соник Икс», который является адаптацией видеоигр серии Sonic the Hedgehog. Последним на данный момент мультфильмом из Японии является короткометражный Sonic: Night of the Werehog, основанный на игре Sonic Unleashed: в этой ленте Соник и его новый друг Чип попадают в заброшенный дом с привидениями. 15 декабря 2022 года выходит трёхсезонный сериал Sonic Prime эксклюзивно на стриминговом сервисе Netflix.

### Кинофраншиза
В феврале 2020 года вышел полнометражный фильм «Соник в кино». Лента создавалась при помощи анимации и живых актёров. По сюжету полицейский Том Вачовски отправляется в Сан-Франциско для того, чтобы оказать поддержку Сонику, помогая ему сразиться со злобным Доктором Роботником за возвращение золотых колец. Вторая часть вышла 8 апреля 2022 года. В феврале 2022 года Paramount и Sega анонсировали шестисерийный телесериал «Наклз», который вышел 26 апреля 2024 года на стриминг-сервисе Paramount+, и третью часть, которая вышла 20 декабря 2024 года. После премьеры триквела была анонсирована четвёртая часть, премьера которой состоится 19 марта 2027 года.

### Печатная продукция
С 1993 по 2002 годы британским издательством Fleetway Editions выпускался комикс Sonic the Comic. Согласно его сюжету, на планете Мобиус происходит инцидент, превративший доброго учёного Кинтобора в злого доктора Айво Роботника (Эггмана). После этого он построил армию роботов и с их помощью захватил власть над миром. Соник, объединившись со своими друзьями, создаёт группу Борцов за Свободу, чтобы свергнуть узурпатора. В мае 2003 года этот комикс получил неофициальное продолжение под названием Sonic the Comic Online!, публикуемое стараниями фанатов в Интернете. В поддержке сайта принимают участие некоторые художники и сценаристы оригинального комикса.
С 1993 по 2017 годы в США компания Archie Comics издавала журналы комиксов Sonic the Hedgehog. Как и в Sonic the Comic, главный герой Соник является лидером группы Борцов за Свободу, которая противостоит тирании доктора Роботника на Мобиусе. Помимо оригинальных сюжетных линий, история в этих комиксах собрала в себя некоторые элементы сюжета игр и мультфильмов серии Sonic the Hedgehog. В 2008 году журнал от Archie Comics вошёл в игровое издание «Книги рекордов Гиннесса» как самая продолжительная серия комиксов, созданная на основе видеоигры. В разное время Archie Comics также принадлежали издания графических романов Knuckles the Echidna, Sonic X, Sonic Universe и Sonic Boom. С апреля 2018 года журналы под названием Sonic the Hedgehog выпускаются фирмой IDW Publishing. Многие сотрудники из тех, кто работал над версией от Archie, принимают участие в создании комикса от IDW. Согласно сюжету, события происходят после игры Sonic Forces. Соник побеждает Эггмана, и тот пропадает без вести. Несмотря на это, роботы злодея всё ещё находятся на планете и представляют угрозу для жителей. Синий ёж, объединившись со своими друзьями и новыми союзниками — лемурихой Тэнгл и волчицей Виспер — отправляются в приключение с целью обезвредить машины учёного.
В 1993 году издательство Virgin Publishing выпустило четыре новеллы о Сонике, которые являются предысторией событий Sonic the Comic. Сценарист игры Final Fantasy Кэндзи Тэрада и художник Санго Норимото создали мангу, в которой рассказывается о другом ёжике по имени Ники Парлаузер, способного превращаться в ежа Соника. На её основе был создан обучающий комикс «Сё̄гаку-нинэнсэй» (яп. 小学二年生, «Второклассник»), входивший в состав журнала «Сё̄гакукан-но гакусю дзасси» (яп. 小学館の学習雑誌) с 1992 по 1993 годы. Согласно манге, ёж Ники живёт в семье мамы Бренды, папы Поли и сестры Аниты. По сюжету, хулиган Антон Берука похищает сестру Соника Аниту, а Ники мчится вдогонку спасать её, но хулиган толкает его и убегает. Расстроенный Ники жалуется самому себе в собственной слабости, но неожиданно он превращается в Соника и мстит своему врагу.

## Игровой процесс

Золотые кольца присутствуют почти во всех играх серии и являются эквивалентом очков здоровья

Большинство игр серии выполнено в жанре платформера. Сюжеты игр серии заключаются в борьбе ежа Соника и его друзей против доктора Эггмана, воплощающего свои злые планы по захвату мира. Действие частей франшизы происходит на планете, похожей на Землю. Как правило, игроку предстоит пройти несколько разнообразных уровней, каждый из которых поделён на несколько актов и заполнен определёнными врагами-роботами. Если на пути не встречаются препятствия, персонаж быстро набирает скорость. При достаточно быстром беге герой без проблем преодолевает мёртвые петли, а при сворачивании в колючий клубок он ещё быстрее скатывается со склонов и может пробить стены в труднодоступных местах, но при этом он медленно поднимается в гору. Помимо бега, персонаж игрока также умеет сворачиваться в шар во время прыжка для атаки врагов-роботов. За каждого ликвидированного врага игроку начисляются очки. Значительно ограничивает скорость движения главного героя вода. Если игрок проходит уровень под водой, то у него ограничен запас воздуха: если долго не выпрыгивать на поверхность или не касаться пузырей с воздухом, персонаж утонет. В случае смерти прохождение игры начинается заново, либо с контрольной точки. После прохождения акта, игроку, в зависимости от затраченного на прохождение времени, присуждаются бонусные очки и, встречающиеся в более поздних частях серии, ранги (худший — «E» или «C», лучший — «S» или «A»). Перед тем, как начать проходить новую зону, персонаж игрока сталкивается с боссом. Чаще всего в роли главного злодея выступает сам доктор Эггман, но на некоторых уровнях встречаются и другие злодеи (например, ёж Шэдоу в «Green Forest» (Sonic Adventure 2) или Метал Соник в «Stardust Speedway» (Sonic CD)).
Одним из важнейших элементов игр о Сонике являются золотые кольца. Они служат защитой от врагов, а при сборе 100 штук даётся дополнительная жизнь. Если герою будет нанесён урон, то он потеряет все кольца, а без них при повторном нападении персонаж может погибнуть. Выпавшие при атаке кольца можно собрать, но их число будет ограниченным (чаще всего — 20 штук), а время на сбор будет недолгим, поскольку эти кольца вскоре исчезают. На уровнях также присутствуют бонусы, хранящиеся в специальных мониторах или капсулах — например, временная неуязвимость или одна дополнительная жизнь.
Помимо колец, важную роль в серии Sonic the Hedgehog играют Изумруды Хаоса — семь камней, обладающие мощной силой и вечным источником энергии. Они позволяют владельцу всех семи изумрудов трансформироваться в более быструю, совершенную и менее уязвимую форму (например, Супер Соника). Благодаря данным характеристикам, камни в корыстных целях пытается заполучить доктор Эггман. Для игрока же сбор изумрудов необходим для получения хорошей концовки или открытия финального (последнего) для прохождения уровня. Чаще всего камни можно заполучить на особом уровне, который называется «Special Stage» (подобный ход реализован в первых частях серии и в некоторых поздних играх, таких как Sonic Heroes), или проходя сюжет игры (например, в Sonic Adventure). В некоторых играх существуют камни, по характеристикам схожие с Изумрудами Хаоса (например, Камни Времени из Sonic CD и Сол Изумруды из Sonic Rush).

## История создания
Компания Sega была основана для создания игр ещё в начале 1940-х годов. Первоначально фирма занималась разработкой аркадных автоматов и созданием игр для данных аппаратов, но в 1983 году, с целью увеличения прибыли, предприняла попытку выйти на рынок игровых консолей путём выпуска системы SG-1000. Несмотря на успехи в Европе и Южной Америке, Sega столкнулась с серьёзной конкуренцией с фирмой Nintendo из-за её богатой библиотеки игр и хороших аппаратных характеристик консоли Nintendo Entertainment System. Компания намеревалась создать игровую продукцию, которая смогла бы конкурировать с серией Mario от упомянутой ранее Nintendo, а заодно и заменить талисмана Алекса Кидда на другого героя. Работу поручили семи разработчикам из подразделения AM8, позже переименованного в Sonic Team.
К 1990 году художниками было предложено несколько вариантов главного героя — это были летяга, кролик, броненосец, ёж, двойник американского президента Теодора Рузвельта и другие. В итоге AM8 решила остановиться на ёжике по имени Нидлмаус (Харинэдзуми в Японии), созданном Наото Осимой и позже переименованном в Соника. При создании дизайна Соника Осиму вдохновили кот Феликс и Микки Маус. Голубой цвет главного героя был выбран для того, чтобы он соответствовал логотипу компании кобальтового синего цвета, а ботинки персонажа были нарисованы под влиянием обуви Майкла Джексона с добавлением красного цвета, заимствованного у Санта-Клауса и противоположного цветам обложки альбома Джексона Bad. Личность персонажа основывалась на оптимистичном впечатлении от репортажа о будущем американском президенте Билле Клинтоне. Образ двойника Теодора Рузвельта был использован для создания главного злодея игры — доктора Эггмана. Разработчики представляли соперничество Соника и Эггмана как борьбу природы с технологическим прогрессом. Планируя игровой процесс, Sonic Team решила создавать реалистичные платформерные уровни, по которым ёж проносился бы с большой скоростью. Под влиянием работ художника Эйдзина Судзуки дизайнеры использовали яркую цветовую палитру. Поскольку игра тщательно разрабатывалась и тестировалась фокус-группой, некоторые моменты разработки платформера затягивались. Например, первый уровень «Green Hill» команда создавала целых шесть месяцев, а идея Юдзи Наки по поводу мультиплеера была отклонена из-за сложности реализации.
Несмотря на скептическое отношение издателя к разработке (многие её сотрудники считали данный продукт провальным), выход игры Sonic the Hedgehog состоялся и стал поворотным моментом в истории Sega — он дал старт серии, до сих пор остающейся главным франчайзингом компании. Успех игры позволил издателю задуматься о дальнейшем развитии серии. Начиная с 1991 года, ёж Соник является талисманом компании Sega, а сама фирма до сих пор продолжает выпускать игры серии Sonic the Hedgehog. Разработкой частей франшизы занимается либо сама студия Sonic Team, либо иные компании (например, Dimps). Первоначально приключения Соника издавались только для консолей от Sega, но позднее стали выходить и на другие платформы. В интервью журналу Saturn Power Наото Осима признался, что сама Sonic Team даже не подозревала, что некоторые продукты с синим ежом выпускались разными разработчиками и на разные платформы. В большинстве последующих частей серии игровой процесс и стилистика первой Sonic the Hedgehog не претерпели значительных изменений: игроку требуется пройти от начала до конца несколько уровней, каждый из которых заполнен различными врагами-роботами. В дополнение к Сонику, разработчики добавляют в каждую следующую игру нового персонажа. Среди значимых героев для серии можно назвать лиса Тейлза и ехидну Наклза, которые служат напарниками синего ежа.
Несмотря на сохранение игрового процесса и визуального стиля первых частей, к 1998 году серия претерпела значительные изменения в техническом плане: игры с Соником перешли на полную трёхмерную графику (прошлые игры использовали двухмерную графику), а сам внешний вид персонажей был изменён художником Юдзи Уэкавой. Например, если в 1991 году Соник был «детского» вида, с короткими иголками, круглым телом и с глазами без радужных оболочек, то, начиная с Sonic Adventure, персонаж стал более высоким, с удлинёнными ногами и менее сферическим телом. Данный порядок вещей в серии сохраняется до сих пор.

## Музыка
За музыкальное сопровождение к играм франшизы отвечает множество композиторов. Мелодии исполняются в таких жанрах, как рок, поп, хип-хоп и классическая музыка. Первым композитором, который начал писать музыку для игр серии, является участник группы Dreams Come True Масато Накамура. Хотя из-за технических ограничений в музыке могло единовременно звучать всего четыре звука, музыкант, по его словам, приложил множество усилий для создания песен и получил удовольствие от процесса. После выпуска первой части Sonic the Hedgehog Накамура продолжил сотрудничество с Sonic Team, чтобы создать музыку к продолжению. Разработчики предоставили участнику группы творческую свободу, благодаря чему он смог создать «мелодичные мотивы и необычные ритмичные паттерны». Музыкальное сопровождение первых двух частей получило положительные отзывы от критиков и фанатов ежа Соника, а композиции, как оригинальные, так и ремиксы, присутствуют в различных играх франшизы.
Несмотря на положительные отзывы критиков, Sega решила отказаться от услуг Накамуры, и с 1993 года созданием музыки к играм серии занимаются композиторы из лейбла звукозаписи Wave Master. Наибольший вклад в развитие звукового сопровождения внёс японский музыкант Дзюн Сэноуэ. При написании треков он старался сохранить в песнях дух скорости и лучше передать ту или иную сцену с персонажами. Кроме того, во время разработок игр композитор привлекал к созданию композиций других музыкантов из различных групп. Примером тесного сотрудничества можно назвать работу с вокалистом из коллектива Hardline Джонни Джиоэли: записав заглавную тему для Sonic Adventure «Open Your Heart», он, вместе с Сэноуэ, основал в 1998 году группу Sons of Angels (позже была переименована в Crush 40), песни которой присутствуют во многих частях франшизы Sonic the Hedgehog. Помимо Сэноуэ, вклад в развитие музыкального направления серии внесли такие композиторы, как Кэнъити Токои, Томоя Отани, Ричард Джейкс, Юдзо Косиро, Такахито Эгути, Хидэки Наганума, Фумиэ Куматани и многие другие.

## Популярность и критика
Большинство игр серии Sonic the Hedgehog снискали в основном положительное отношение критиков и хорошо продавались. Тем не менее различные части общественность встречала по-разному, с меньшим или большим энтузиазмом. Общее количество проданных копий поступательно увеличивалось на протяжении всей истории существования серии: на 2012 год по всему миру было продано больше 75 миллионов экземпляров игр, через два года цифра достигла 150 миллионов, а к 2018 году, за счёт загрузок мобильных игр по системе free-to-play, показатель стал стремительно расти вверх и перешёл отметку в 800 миллионов копий. Отдельные игры нередко становились бестселлерами: первые две части серии Sonic the Hedgehog являются самыми популярными играми для платформы Mega Drive/Genesis (суммарное число копий достигло 21 миллиона), а Sonic Adventure находится на первом месте в списке продаваемых по количеству игр для консоли Dreamcast (2,5 миллиона копий). В то же время некоторые части франшизы были признаны критиками самыми худшими играми в истории — Sonic the Hedgehog (2006) и Sonic Boom (2014) для Wii U и Nintendo 3DS.
Обозреватели всегда связывали успех серии со скоростным игровым процессом и персонажем ежом Соником, который имеет оригинальный внешний вид и умеет быстро бегать. Например, представитель журнала Electronic Gaming Monthly, обозревая первую игру Sonic the Hedgehog, сравнивал скорость главного героя с космическим кораблём «Энтерпрайз» из вселенной «Звёздного пути». Бывший менеджер Sega Кен Балоу заявил, что франшиза раздвинула границы представления игроков о быстром платформере. Однако в обзорах поздних (после 1998 года) игр серии наибольшей критике подвергается 3D-стиль, который, по мнению обозревателей, является уходом от формулы первых игр. При этом одни критики считают, что упадок серии Sonic the Hedgehog начался с игры Sonic Heroes, а другие — с Shadow the Hedgehog, называемой «прыжком через акулу». Как отметил представитель журнала «Страна игр» Алексей Голубев, «Sega в очередной раз продемонстрировала редкое и бессмысленное умение ломать то, что хорошо работало», а обозреватель сайта 1UP.com Джереми Пэриш советует Sonic Team остановиться и взять творческий перерыв, оставить ежа Соника в качестве единственного игрового персонажа или же дать герою «спокойно умереть». Вопрос о падении популярности серии не раз поднимался руководством издательства. В 2007 году дизайнер Ёдзиро Огава, говоря о негативных отзывах о Sonic the Hedgehog 2006 года, заявил, что на результат повлияло несколько важных факторов: во-первых, команда хотела успеть выпустить игру к Рождеству, поэтому им пришлось торопиться, а, во-вторых, им пришлось делать две версии одновременно — для PlayStation 3 и Xbox 360. Кроме того, студия испытывала серьёзное давление и в результате не справилась с поставленной задачей. Позже, в 2011 году, глава Sonic Team Такаси Иидзука высказал свою точку зрения на то, почему современные игры про ежа менее популярны, чем те, что были выпущены в 1990-е. По его мнению, причиной послужило то, что постепенно их разработка была распределена по группам, у каждой из которых имелось собственное представление о том, каким должен быть Соник, что привело к различиям в стиле и направлениях игр серии. Тем не менее, Иидзука отметил, что теперь он имеет больше власти и будет непосредственно контролировать разработку всех последующих игр про Соника.
Медиа-продукция, выходившая в рамках серии Sonic the Hedgehog, была неоднозначно встречена критиками. В основном негативные отзывы шли в сторону мультфильмов компании DiC из-за сюжетной линии и несмешных шуток. Как отмечал представитель сайта GamesRadar, «они [мультсериалы] никому не нравились и, несмотря на огромную популярность Соника, исчезали [с экранов телевизоров] в течение одного года». Остальные ленты, вместе с комиксами, получили от прессы положительные отзывы. Журналистам понравилось, что мультфильмы отличаются от сериалов студии DiC более интересным сюжетом, который следует играм серии (особенно это касалось аниме «Соник Икс»), но в то же время критиковали озвучивание персонажей. Помимо истории и работы актёров критик Патрик Ли (сайт The A.V. Club) также обратил внимание на различия у японцев и американцев представлений о характере ежа Соника: например, в американских шоу «он является героем, поскольку не терял надежды в борьбе с [доктором] Роботником», а японцы видят главного героя лентяем, который соизволит потрудиться спасти мир в самый последний момент. Говоря о комиксах, рецензенты отметили, что они дополняют историю игр, а яркие и контрастные цвета иллюстраций делают продукт более привлекательным.
Игры с участием Соника и сама серия в целом регулярно фигурируют в различных опросниках и хит-парадах. В Книге рекордов Гиннесса серии Sonic the Hedgehog принадлежат несколько рекордов (например, «Самая продаваемая игра на консолях Sega» и «Самые продолжительные комиксы, основанные на видеоигре»). Кроме фиксации достижений, в 2012 году представители этого же издания провели опрос, целью которого было определить 50 лучших игровых концовок. 28-е место заняла игра Sonic the Hedgehog, а 33-е — Sonic Adventure 2. В декабре 2006 года журналисты интернет-сайта IGN поставили серию на 19-ю позицию в списке «величайших серий всех времён и народов», утверждая, что, несмотря на низкие оценки трёхмерных игр про Соника, «нельзя отрицать силу этой франшизы». В 2011 году на церемонии Golden Joystick Award серия была награждена званием за «Выдающийся вклад», одновременно с этим став первым обладателем данной премии. Однако в 2012 году сайт GameTrailers поместил всю серию Sonic the Hedgehog на первое место в топе «10 худших игр-блокбастеров».

### Влияние

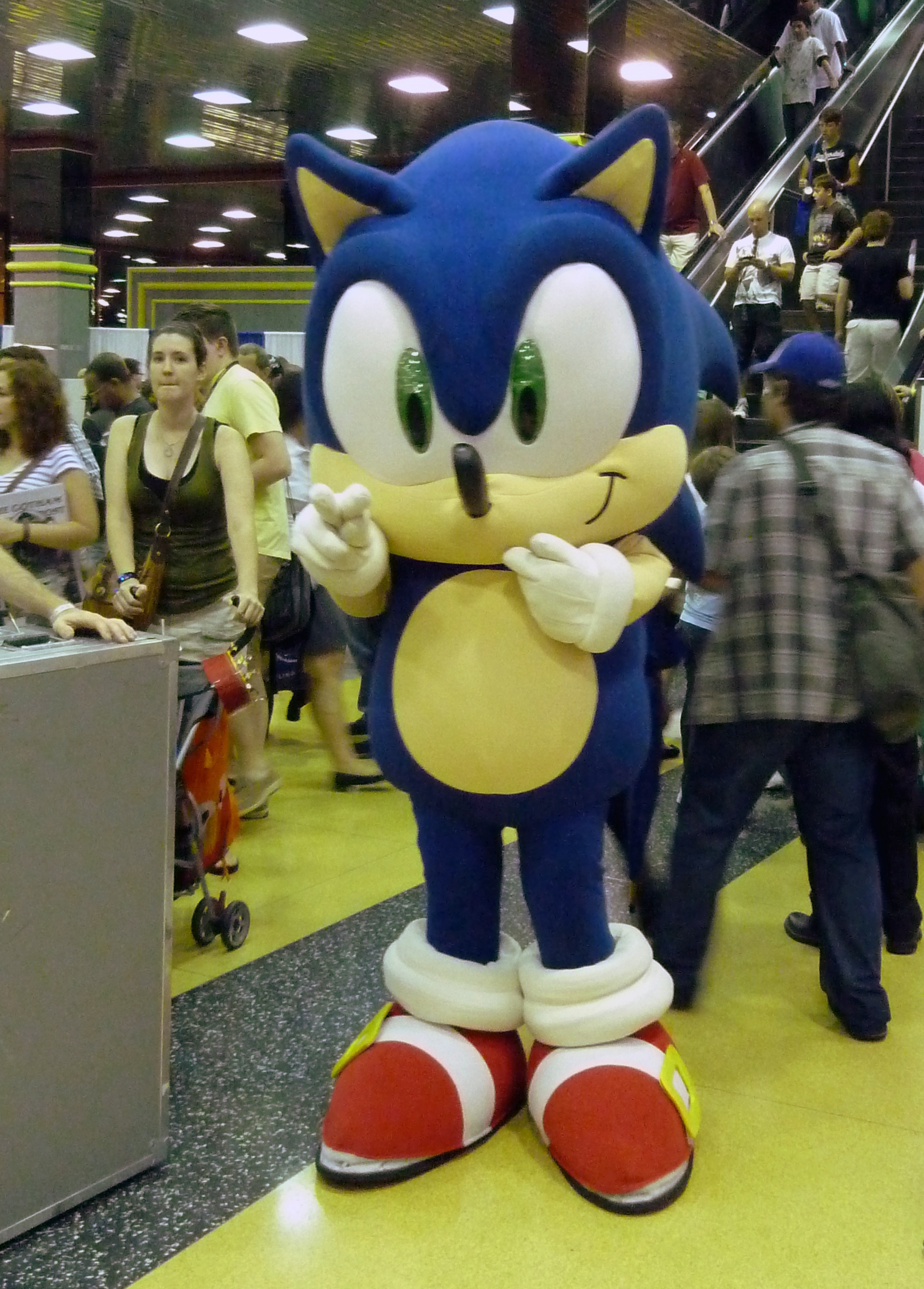
Косплей Соника

Успех серии способствовал популяризации главного персонажа игр — ежа Соника. Он стал талисманом компании Sega и является одним из самых известных игровых персонажей в мире. В документальном фильме History of Sonic: Birth of an Icon дизайнер Sega Technical Institute Питер Моравик заявил, что в 1990-х годах дети узнавали Соника больше, чем Марио и Микки Мауса. В 2005 году Соник стал одним из трёх первых персонажей (наряду с Марио и Линком) представленных на Аллее игр, и использовался несколько раз в качестве символа для различных мероприятий, спонсированных компанией Sega (например, Парад Мэйси в честь Дня благодарения).
Продажи игр оказывают прямое воздействие на деятельность и судьбу компании Sega. Принятое в 1991 году решение издателя поставлять первую часть игры Sonic the Hedgehog в комплекте с консолью Mega Drive/Genesis себя оправдало. Благодаря агрессивной рекламной кампании, люди начали массово покупать продукцию Sega, особенно в Северной Америке и Европе. Издательству удалось к декабрю 1991 года занять 50 % рынка игровых приставок, а в январе следующего года — уже 65 %. Однако, после выхода консоли PlayStation в 1994 году, в Sega начался упадок, завершившиеся в 2001 году уходом из консольного рынка. На момент выхода первой игры, Sonic the Hedgehog тесно конкурировал со своими соперником — франшизой Mario от Nintendo. Однако со временем борьба за рынок развлечений сошла на нет, и в 2001 году стороны решили начать сотрудничество. Благодаря взаимодействию, на рынке видеоигр появилась серия спортивных симуляторов Mario & Sonic.
Популярность серии стала причиной частого упоминания в различных сферах массовой культуры, в мультфильмах и телевизионных шоу. Музыкальные композиции, написанные для франшизы, впоследствии исполнялись на многих живых выступлениях (например, на концертах упомянутой выше Crush 40). Некоторые разработчики, потрясённые сочетанием платформера и скорости прохождения, начали создать свои проекты игр, похожих на Sonic the Hedgehog (Bubsy, Aero the Acro-Bat, Ristar, Earthworm Jim и Crash Bandicoot). Кроме медиа-продукции, по персонажам серии выпускаются игрушки и коллекционные фигурки.